# Marta Bunster
Marta Cecilia del Carmen Bunster Balocchi es una científica chilena, destacada en las áreas de bioquímica, biofísica y una de las impulsoras de la bioinformática en su país.

## Biografía y carrera científica
Realizó sus estudios de pregrado en bioquímica en la Universidad de Concepción, institución en la que desarrolla la mayor parte de su carrera académica y profesional. Allí obtiene el título de Bioquímica en el año 1974 por su trabajo en difracción de rayos X en polipéptidos sintéticos. Luego de titularse, se traslada a Santiago para trabajar en el laboratorio de Osvaldo Cori y Aida Traverso, en la Facultad de Ciencias Químicas de la Universidad de Chile, donde participa en la investigación de las características cinéticas de la apirasa de papa. Tras una corta estadía en Santiago, vuelve a Concepción e ingresa al programa de doctorado en Ciencias, con mención en Química. En 1975, mientras cursa su doctorado, y a menos de un año de haber recibido su licencia, asume un cargo académico como instructora en la sección de Biofísica del Departamento de Fisiología del Instituto de Ciencias Médico Biológicas, antecesor de la Facultad de Ciencias Biológicas de la Universidad de Concepción. Obtiene el grado de doctor en 1981 por su trabajo en polímeros sintéticos de aplicación farmacológica. Ese año conoce a la doctora Hilda Cid, quien había regresado un año antes desde Suecia, luego de abandonar el país en 1974  por las circunstancias políticas de la época, trayendo consigo equipo y conocimientos necesarios para el estudio de estructuras de proteínas. Juntas forman el Laboratorio de Biofísica Molecular de la Facultad de Ciencias Biológicas y Recursos Naturales, actual Facultad de Ciencias Biológicas, y dan inicio al estudio de nuevos métodos de predicción de estructuras y plegamiento de proteínas. Entre sus primeras investigaciones, destaca el desarrollo del método de predicción de estructuras secundarias por perfiles de hidrofobicidad, el cual recibe una gran acogida en la región por su alta fiabilidad, fácil uso y bajo costo, siendo una de las bases de las técnicas modernas. Posteriormente, y con el retiro de la doctora Cid en 1996, hace un giro en su investigación para dedicarse a la aplicación y desarrollo de técnicas espectroscópicas para el estudio de proteínas fluorescentes, así como a la investigación del cambio de estas propiedades inducidas por cambios conformacionales.
En el año 2022, debido a su destacada carrera, recibió el Premio Emérito de la Sociedad Chilena de Bioquímica y Biología Molecular. 

## Legado
En su labor como profesora fue tutora de tesis de un total de 25 alumnos de pregrado, 6 alumnos de magíster y 5 de doctorado, donde destacan Carlos Contreras Martel, Aleikar Vásquez Suárez, Francisco Lobos González y Jorge Dagnino Leone.
Entrada la década del 2000, y con el auge de la bioinformática en países desarrollados, empujada por proyectos como el Proyecto del Genoma Humano, Bunster dedica sus esfuerzos a fortalecer la cooperación internacional en esta área, formando parte en 2002 de la Red Iberoamericana de Bioinformática, y en 2009 de la Sociedad Iberoamericana de Bioinformática, SoIBio, en la cual actúa como Secretaria durante su primera directiva.
Siendo una destacada académica en su alma mater, forma parte del programa de doctorado en Ciencias Biológicas desde su creación a fines de los años 90. En 2008, funda y dirige el programa de Magíster en Bioquímica y Bioinformática de la Universidad de Concepción, cargo que deja en 2014 cuando asume como Directora del Departamento de Bioquímica y Biología Molecular, y que ejerció hasta su retiro en enero de 2020.

## Actividad organizacional
Además de la ya mencionada SoIBio, la doctora Bunster ha formado parte de numerosas organizaciones científicas durante su carrera, tanto en Chile como en el extranjero. Entre estas destacan: Sociedad Chilena de Química, Sociedad de Biología de Chile, Sociedad de Bioquímica y Biología Molecular de Chile, Biophysical Society, International Society of Computational Biology and Bioinformatics y Latinoamerican Society of Cristallography.

## Publicaciones destacadas
- Cid, H., Bunster, M., Arriagada, E., & Campos, M. (1982). Prediction of secondary structure of proteins by means of hydrophobicity profiles. FEBS Letters, 150(1), 247–254. https://doi.org/10.1016/0014-5793(82)81344-6.
- Cid, H., Vargas, V., Bunster, M., & Bustos, S. (1986). Secondary structure prediction of human salivary proline-rich proteins. FEBS letters, 198(1), 140–144. https://doi.org/10.1016/0014-5793(86)81200-5.
- Cid, H., Bunster, M., Canales, M., & Gazitúa, F. (1992). Hydrophobicity and structural classes in proteins. Protein engineering, 5(5), 373–375. https://doi.org/10.1093/protein/5.5.373.
- Contreras-Martel, C., Martinez-Oyanedel, J., Bunster, M., Legrand, P., Piras, C., Vernede, X., & Fontecilla-Camps, J. C. (2001). Crystallization and 2.2 Å resolution structure of R-phycoerythrin from Gracilaria chilensis: a case of perfect hemihedral twinning. Acta crystallographica. Section D, Biological crystallography, 57(Pt 1), 52–60. https://doi.org/10.1107/s0907444900015274.
- Godoy, F. A., Bunster, M., Matus, V., Aranda, C., González, B., & Martínez, M. A. (2003). Poly-beta-hydroxyalkanoates consumption during degradation of 2,4,6-trichlorophenol by Sphingopyxis chilensis S37. Letters in applied microbiology, 36(5), 315–320. https://doi.org/10.1046/j.1472-765x.2003.01315.x.
- Martínez-Oyanedel, J., Contreras-Martel, C., Bruna, C., & Bunster, M. (2004). Structural-functional analysis of the oligomeric protein R-phycoerythrin. Biological Research, 37(4). https://doi.org/10.4067/s0716-97602004000500003.
- Tobella, L. M., Bunster, M., Pooley, A., Becerra, J., Godoy, F., & Martínez, M. A. (2005). Biosynthesis of poly-beta-hydroxyalkanoates by Sphingopyxis chilensis S37 and Wautersia sp. PZK cultured in cellulose pulp mill effluents containing 2,4,6-trichlorophenol. Journal of industrial microbiology & biotechnology, 32(9), 397–401. https://doi.org/10.1007/s10295-005-0011-1.
- Contreras-Martel, C., Matamala, A., Bruna, C., Poo-Caamaño, G., Almonacid, D., Figueroa, M., Martínez-Oyanedel, J., & Bunster, M. (2007). The structure at 2 Å resolution of Phycocyanin from Gracilaria chilensis and the energy transfer network in a PC-PC complex. Biophysical chemistry, 125(2-3), 388–396. https://doi.org/10.1016/j.bpc.2006.09.014.
- Figueroa, M., Hinrichs, M. V., Bunster, M., Babbitt, P., Martinez-Oyanedel, J., & Olate, J. (2009). Biophysical studies support a predicted superhelical structure with armadillo repeats for Ric-8. Protein science, 18(6), 1139–1145. https://doi.org/10.1002/pro.124.
- Burgos, C. F., Castro, P. A., Mariqueo, T., Bunster, M., Guzmán, L., & Aguayo, L. G. (2015). Evidence for α-helices in the large intracellular domain mediating modulation of the α1-glycine receptor by ethanol and Gβγ. The Journal of pharmacology and experimental therapeutics, 352(1), 148–155. https://doi.org/10.1124/jpet.114.217976.
- Sivakumar, R., Manivel, A., Meléndrez, M., Martínez-Oyanedel, J., Bunster, M., Vergara, C., & Manidurai, P. (2015). Novel heteroleptic ruthenium sensitizers containing carbazole linked 4,5-diazafluorene ligand for dye sensitized solar cells. Polyhedron, 87, 135–140. https://doi.org/10.1016/j.poly.2014.11.008.
- Vásquez-Suárez, A., Lobos-González, F., Cronshaw, A., Sepúlveda-Ugarte, J., Figueroa, M., Dagnino-Leone, J., Bunster, M., & Martínez-Oyanedel, J. (2018). The γ33 subunit of R-phycoerythrin from Gracilaria chilensis has a typical double linked phycourobilin similar to β subunit. PLOS ONE, 13(4), e0195656. https://doi.org/10.1371/journal.pone.0195656.